# Celaeno
Celaeno (16 Tauri) is een zwakke ster in het sterrenbeeld Stier (Taurus). Het is een type B subreus (B7IV) met magnitude 5,46.
De ster staat ook bekend als Celieno, Celeno en "de verloren Pleiade", de ster maakt deel uit van de sterrenhoop Pleiaden.